# Marina Militare
Die italienische Marine, italienisch Marina Militare (Italiana), bildet zusammen mit Heer, Luftwaffe und Carabinieri die Streitkräfte Italiens. Die Marine untersteht dem Admiralstab (Stato Maggiore Marina – SMM) im Verteidigungsministerium in Rom. Die Sollstärke liegt bei 30.050 Soldaten.

## Organisation und Ausrüstung
Der Admiralstab in Rom ist in erster Linie für Grundsatzfragen, Planungsaufgaben und organisatorische Angelegenheiten zuständig und dabei an die Gesamtplanungen und Weisungen des übergeordneten Generalstabs der Streitkräfte gebunden. Dem Admiralstab unterstehen drei große Organisationsbereiche: das Flottenkommando in Santa Rosa (Rom), das Logistikkommando in Nisida (Neapel) und das Ausbildungskommando in Ancona.
Dem Ausbildungskommando sind mit Ausnahme des Ausbildungszentrums der Flotte alle Schulen der Marine unterstellt. Der Grund für die genannte Ausnahme ist, dass man die praxisorientierte Fachausbildung der Besatzungen im Bereich der Flotte halten will. Das 2013 errichtete Logistikkommando übernahm vor allem die Aufgaben und Einrichtungen der früheren Küstenabschnittskommandos. Es untergliedert sich in die Bereichskommandos „Nord“ (La Spezia, mit nördlicher Adria), „Süd“ (Tarent), „West“ (Cagliari, Sardinien), „Sizilien“ (Augusta) und „Zentrum/Hauptstadt“ (Rom). Das Flottenkommando (Comando in Capo della Squadra navale – CINCNAV) führt die Seestreitkräfte, welche truppendienstlich folgenden Unterkommandos angehören:
- 1. (Hochsee-)Division (COMDINAV 1) (La Spezia)
- 2. (Hochsee-)Division (COMDINAV 2) (Tarent)
- 3. (Hochsee-)Division (COMDINAV 3) (Brindisi)
- 4. (Patrouillen-)Division (COMDINAV 4 – COMFORPAT) (Augusta)
- Kommando Unterseekräfte (MARICOSOM) (Santa Rosa; Tarent)
- Kommando Luftstreitkräfte (COMFORAER) (Santa Rosa)
- Kommando Amphibische Kräfte (COMFORANF) (Santa Rosa; Brindisi)
- Kommando Minenstreitkräfte (MARICODRAG) (La Spezia)
- Kommando Hilfskräfte (COMFLOTAUS) (La Spezia)
- Ausbildungszentrum der Flotte (MARICENTADD) (Tarent)

Schiffe und Boote der italienischen Marine werden je nach Bedarf den ständigen Einsatzverbänden der NATO zugeteilt oder für Operationen der EU oder internationaler Organisationen zur Verfügung gestellt. Portugal, Spanien, Frankreich und Italien unterhalten den periodisch operierenden Flottenverband Euromarfor. Bei Operationen unter nationalem Kommando werden bei Bedarf (gemischte) Einsatzverbände gebildet.

### Flotte
- Flugzeugträger
  - Cavour
- Amphibisches Angriffsschiff

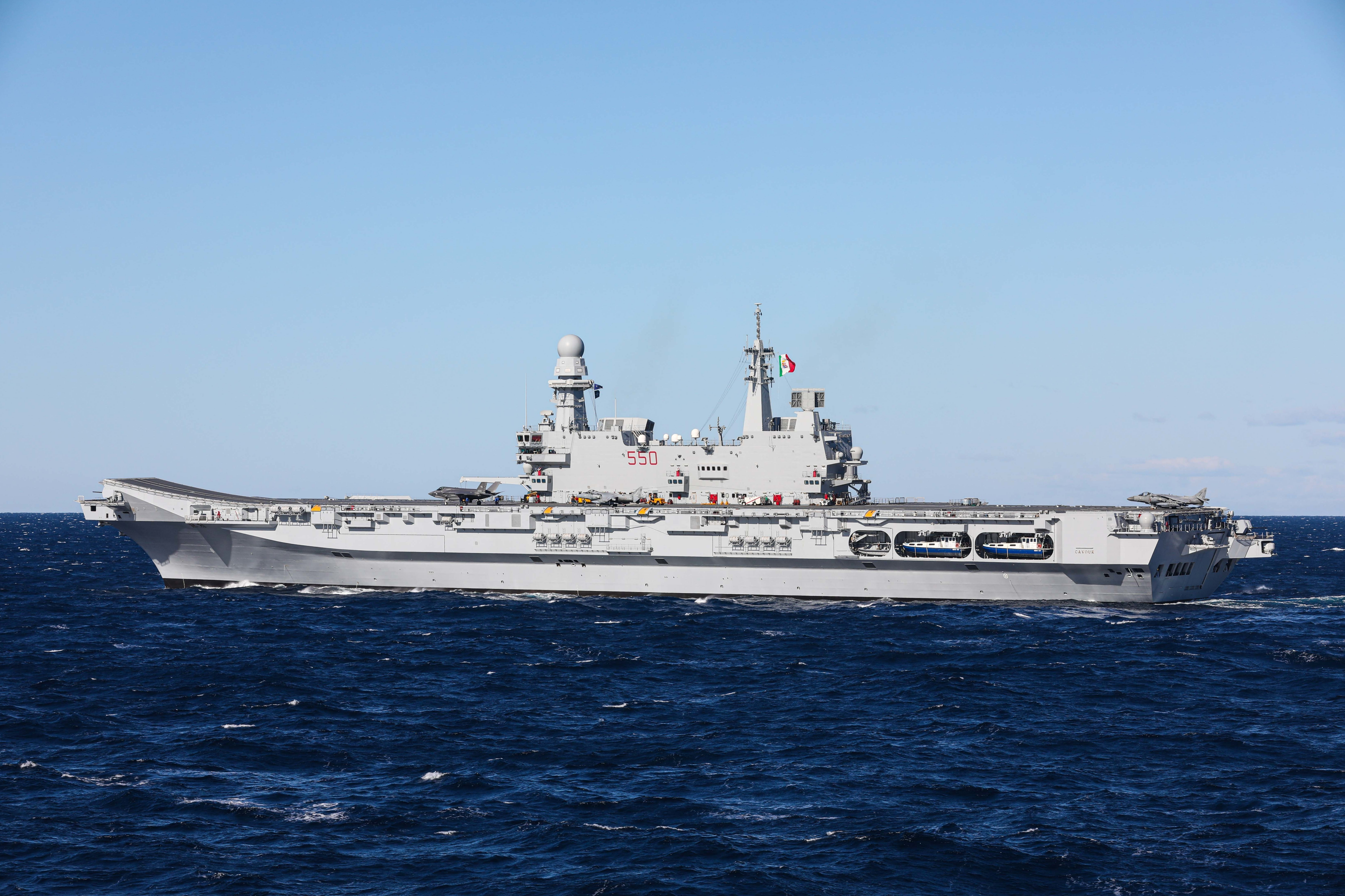
Cavour

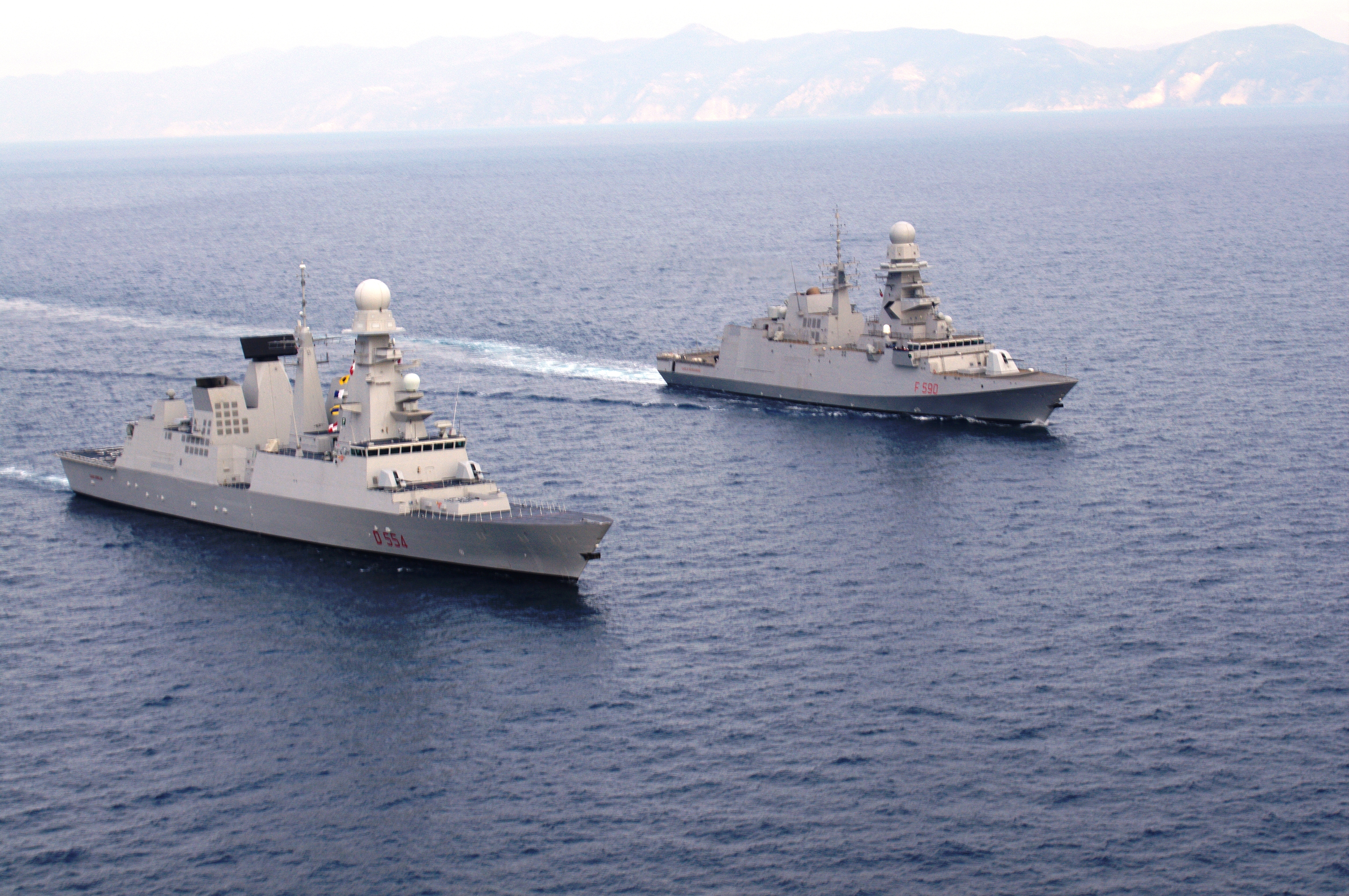
Caio Duilio (D554) und
Carlo Bergamini (F590)

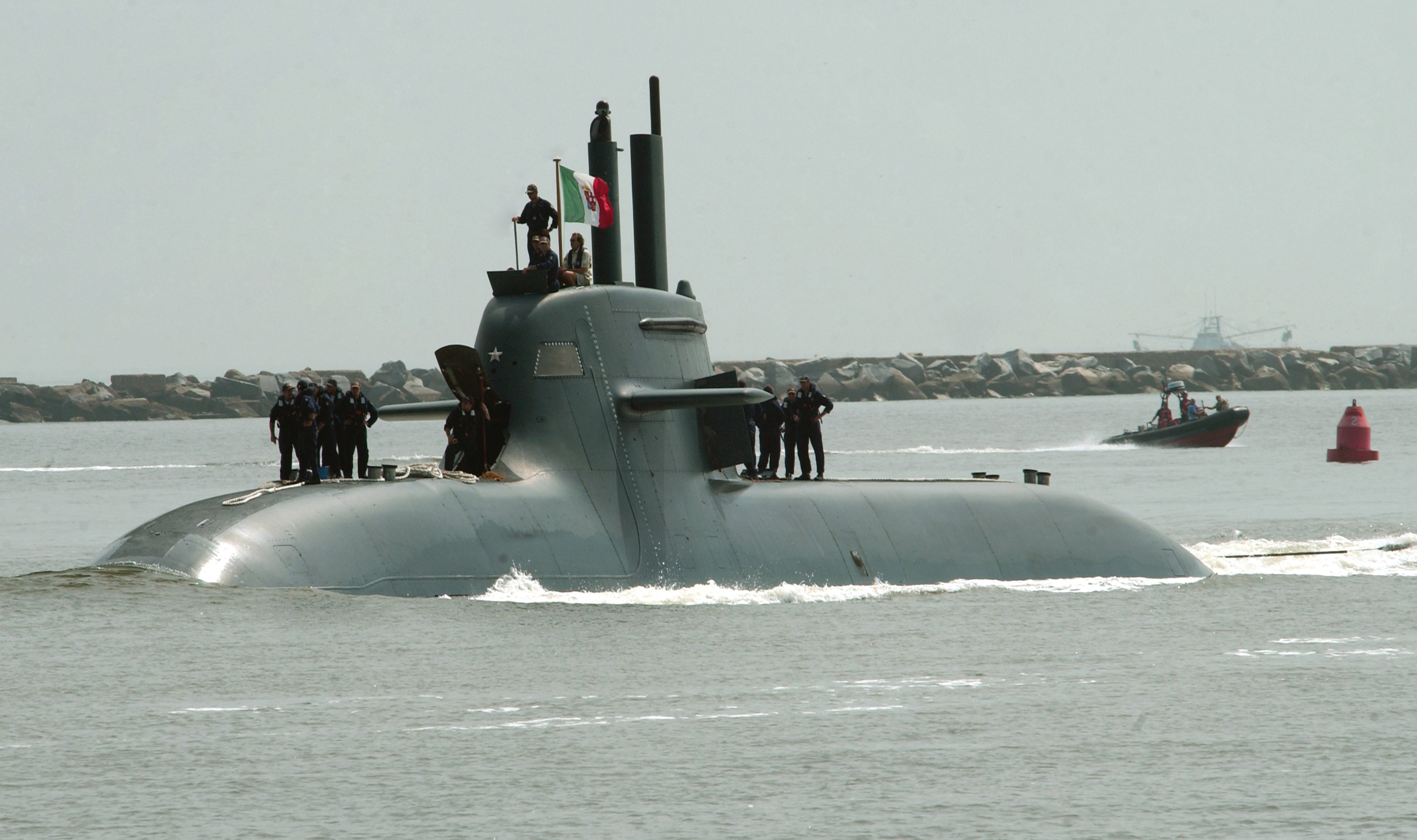
U-Boot Salvatore Todaro (S526)

  - Trieste (als Flugzeugträger nutzbar)
- Zerstörer und Fregatten
  - 2 Zerstörer der Horizon-Klasse
  - 1 Zerstörer der De-la-Penne-Klasse (in Ausmusterung)
  - 10 Fregatten der Bergamini-Klasse (FREMM; 2 weitere in Bau)
  - 4 Patrouillenfregatten der Thaon-di-Revel-Klasse (3 weitere in Bau)
- Offshore Patrol Vessels in Korvettengröße
  - 6 OPV der Cassiopea-Klasse
  - 4 OPV der Cigala-Fulgosi-Klasse
- U-Boote
  - 4 Boote der U-212A-Klasse (vier weitere in Auftrag in der Version NFS)
  - 4 Boote der Sauro-Klasse (vier U212NFS als Ersatz)
- Landungsschiffe
  - 3 Schiffe der San-Giorgio-Klasse
- Minenabwehrfahrzeuge
  - 2 Boote der Lerici-Klasse
  - 8 Boote Gaeta-Klasse
- Versorgungsschiffe
  - 1 Schiff der Stromboli-Klasse (in Ausmusterung)
  - 1 Schiff der Etna-Klasse
  - 2 Schiffe der Vulcano-Klasse (weiteres geplant)
- Weitere Hilfs-, Spezial- und Ausbildungsfahrzeuge (Auswahl)
  - Segelschulschiff Amerigo Vespucci
  - Segelschulschiff Palinuro
  - Aufklärungsschiff Elettra
  - Vermessungsschiff Magnaghi (A 5303) (Hydrografisches Institut, Genua)
  - U-Boot-Rettungsschiff Anteo (A 5309)
  - 6 Küstentransporter der Gorgona-Klasse
  - 4 Patrouillenboote der Esploratore-Klasse (MFO, Straße von Tiran)

Seit der Jahrtausendwende wurden folgende größere Einheiten außer Dienst gestellt: der Flugdeckkreuzer Vittorio Veneto, der leichte Flugzeugträger Giuseppe Garibaldi, vier Zerstörer der Klassen Audace und De la Penne, acht Fregatten der Maestrale-Klasse, acht leichte Fregatten der Lupo/Artigliere-Klasse, acht Korvetten der Minerva-Klasse und vier von ursprünglich acht U-Booten der Sauro-Klasse. Als Ersatz für diese Schiffe und U-Boote wurden seit der Jahrtausendwende in Dienst gestellt: der Flugzeugträger Cavour, das als weiterer Flugzeugträger nutzbare amphibische Angriffsschiff Trieste, zwei Horizon-Zerstörer, zehn FREMM-Fregatten der Bergamini-Klasse, vier „Hochsee-Patrouillenschiffe“ (Fregatten) der Thaon-di-Revel-Klasse und vier U-Boote der Klasse U212A. Neu zur Flotte kommen in den nächsten Jahren: zwei FREMM-Fregatten und drei Patrouillenfregatten der Thaon-di-Revel-Klasse sowie vier U-Boote der Klasse 212NFS für die verbliebenen Sauro-Boote. Geplant sind zwei neue Zerstörer als Ersatz für die beiden ausgemusterten Schiffe der De-la-Penne-Klasse sowie acht European Patrol Corvettes als Ersatz für die bereits ausgemusterte Minerva-Klasse und voraussichtlich sechs PPX-Patrouillenschiffe (2.300 Tonnen) für die derzeit noch aktiven Offshore Patrol Vessels. Damit würde die Flotte im Wesentlichen auch weiterhin zwei Träger, vier Zerstörer, etwa 16 Fregatten, acht Korvetten und acht U-Boote umfassen. Darüber hinaus sollen die alternden Docklandungsschiffe der San-Giorgio-Klasse, die Minenjagdboote der Lerici/Gaeta-Klasse sowie weitere alte Versorgungs- und Hilfsschiffe bis 2030 schrittweise ersetzt werden.

### Marineflieger

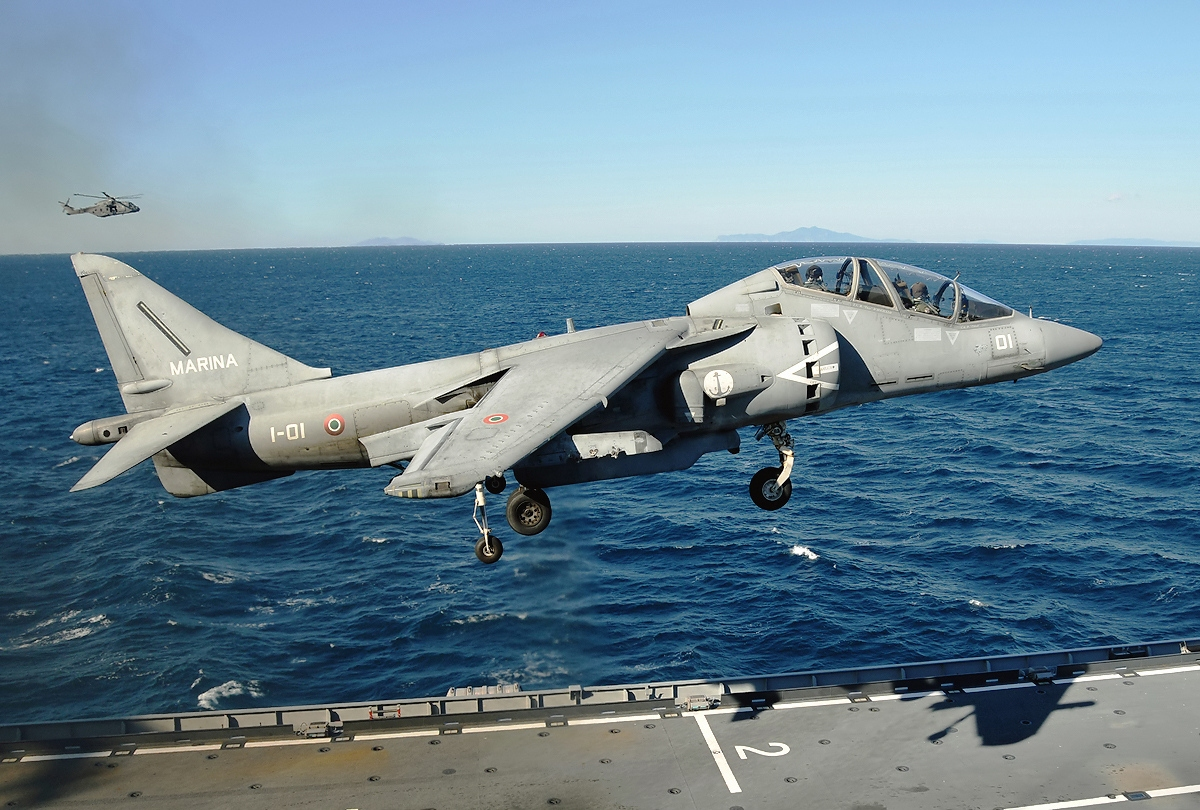
TAV-8B Harrier II bei Landung auf der Cavour

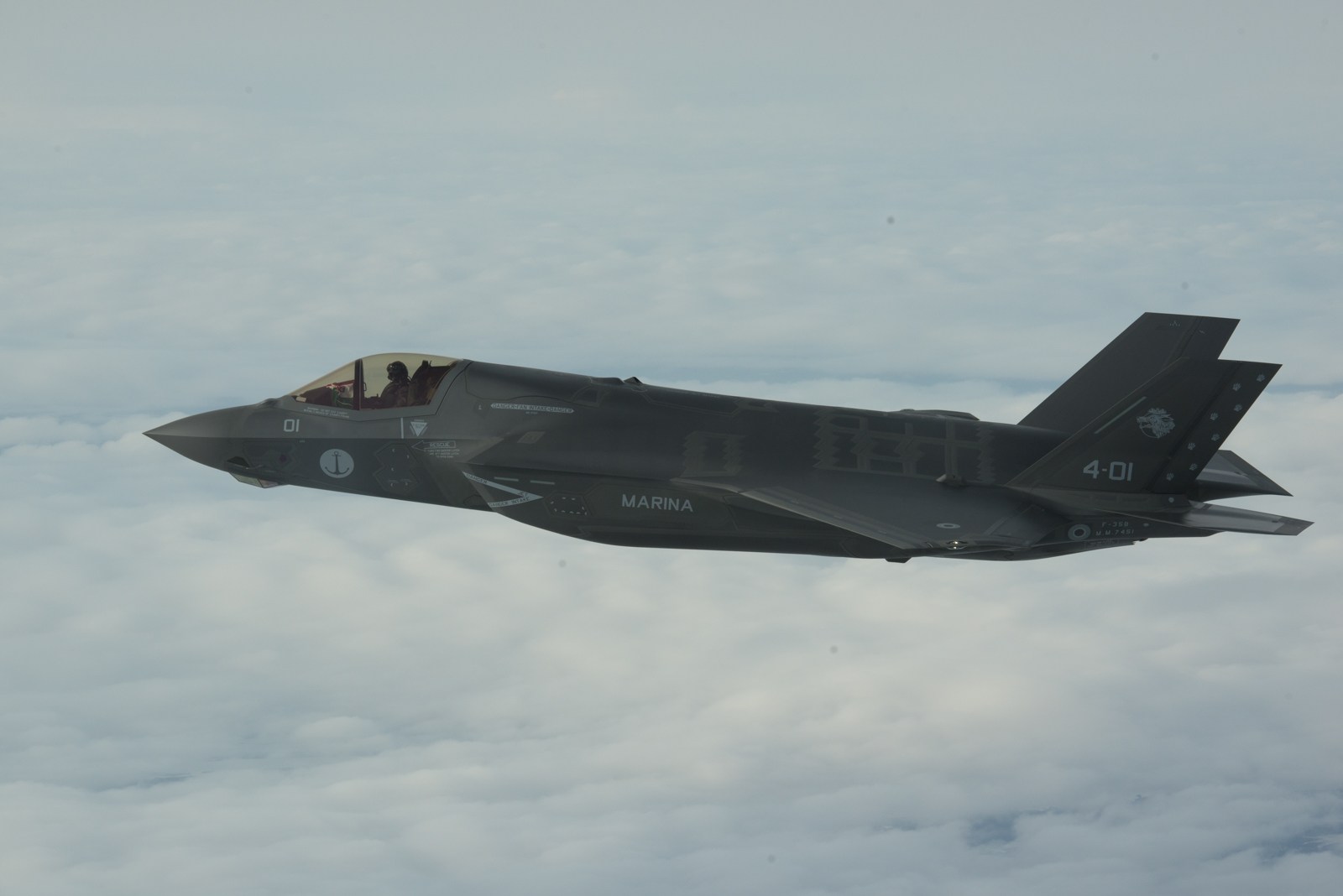
F-35B Lightning II der Marina Militare

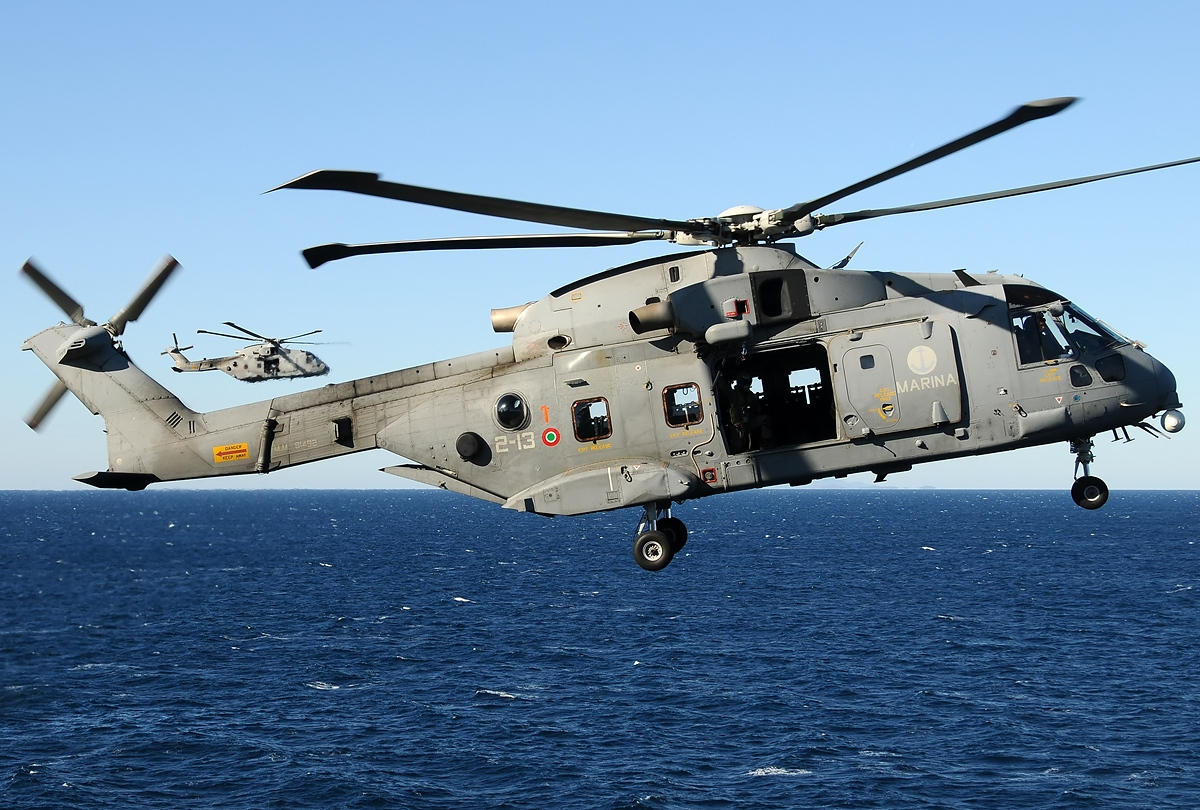
AW101 der Aviazione Navale

Die Einheiten der italienischen Marineflieger werden unter dem Begriff Aviazione Navale zusammengefasst. Sie unterstehen dem Comando delle Forze Aeree (dt. „(Marine-) Luftstreitkräftekommando“), das beim Flottenkommando in Santa Rosa angesiedelt ist. Die Bezeichnung Comando delle Forze Aeree (COMFORAER) entstand im Zuge der Umstrukturierung der Kommandobereiche der Marine, wobei man bei den Begriffen eine gewisse Einheitlichkeit erreichen wollte. Die italienischen Marineflieger operieren mit Hubschraubern und Flugzeugen von den unten aufgelisteten Landstützpunkten sowie von Flugzeugträgern, Zerstörern, Fregatten, größeren Patrouilleneinheiten (OPV), Landungsschiffen und Versorgungsschiffen aus. Die Seefernaufklärungsflugzeuge gehören zur italienischen Luftwaffe (41º Stormo in Sigonella auf Sizilien), stehen aber unter der operativen Kontrolle der Marine und haben gemischte Besatzungen.
Hubschrauber:
- 21 AW101 (werden modernisiert)
- 56 NH90 (46 NFH und 10 TTH)

Ausgemustert wurden 36 SH-3D Sea King. Von den ehemals 67 AB212 ist noch ein Teil vorhanden.
Flugzeuge:
- 6 F-35B Lightning II (insgesamt 20 geplant)[10]
- 8 AV-8B+ Harrier II (ehemals 18; werden durch F-35B ersetzt)
- 3 Piaggio P.180 (1 inaktiv)

Als Übergangslösung für die ausgemusterten 18 Breguet Atlantic wurden vier ATR 72 MP beschafft. Eine Entscheidung über das endgültige Nachfolgemodell steht noch aus.
Stützpunkte:
- Luni bei La Spezia, 1° Gruppo (AW101) und 5° Gruppo (NH90)
- Grottaglie bei Tarent, GRUPAER (Harrier/F-35) und 4° Gruppo (AB212/NH90)
- Fontanarossa bei Catania, 2° Gruppo (NH90) und 3° Gruppo (AW101)

### Marineinfanterie

Wappen der Hispano–Italian Amphibious Battle Group

Seit März 2013 bildet die San-Marco-Brigade den neuen organisatorischen Rahmen der italienischen Marineinfanterie. Die rund 3.800 Soldaten umfassende Brigade besteht im Wesentlichen aus drei Regimentern. Das 1. Regiment steht in direkter Nachfolge des früheren San-Marco-Regiments, in dem weiterhin die amphibischen Kräfte der Marine zusammengefasst sind. Bei Bedarf wird es von den Lagunari und anderen Einheiten des Heeres unterstützt. Für den Transport stehen das amphibische Angriffsschiff Trieste und die drei Docklandungsschiffe (LPD) der San-Giorgio-Klasse und sowie kleinere Einheiten zur Verfügung. Das (Boarding-)Personal des 2. Regiments übernimmt insbesondere Embargokontrollen auf Handelsschiffen, die Bekämpfung von Piraten und andere Sicherungsaufgaben auf See. Im 3. Regiment ist der Objektschutzdienst der Marine (Servizio Difesa Installazioni) aufgegangen, der Stützpunkte und sonstige Einrichtungen an Land schützt. Seit November 1998 besteht eine enge Kooperation mit der spanischen Infantería de Marina.
Mit der in Teilen den Spezialkräften zugeordneten Kommandoeinheit COMSUBIN verfügt die italienische Marine seit langer Zeit über eine der führenden Kampfschwimmereinheiten der Welt. Truppendienstlich untersteht sie dem Admiralstab unmittelbar.

### Küstenwache
Die Guardia Costiera ist offiziell eine Truppe der Marine, für die sie auch einige Unterstützungsaufgaben übernimmt. De facto handelt es sich jedoch um eine eigenständige Organisation, die dem Verkehrsministerium untersteht und von diesem auch finanziert wird. Im Notfall kann die italienische Küstenwache dem Verteidigungsministerium beziehungsweise der Marine unterstellt werden.
Die Personalstärke der Küstenwache liegt bei etwa 10.650 Männern und Frauen. Dieser Personalbestand ist nicht Teil der Personalsollstärke der italienischen Marine. Das Personal der Guardia Costiera wird größtenteils von der Marine ausgebildet. Angehörige der Marine können nach einer gewissen Dienstzeit zur Küstenwache übertreten. Bis 2005 war es möglich, den Wehrdienst bei der Küstenwache abzuleisten.
Das Hydrographische Institut in Genua gehört zur italienischen Marine. Diesem Institut unterstehen auch einige Forschungs- und Vermessungsschiffe. Es gibt unter anderem amtliche Seekarten und Seehandbücher heraus und ist auch für die Nachrichten für Seefahrer zuständig.

## Ausbildung

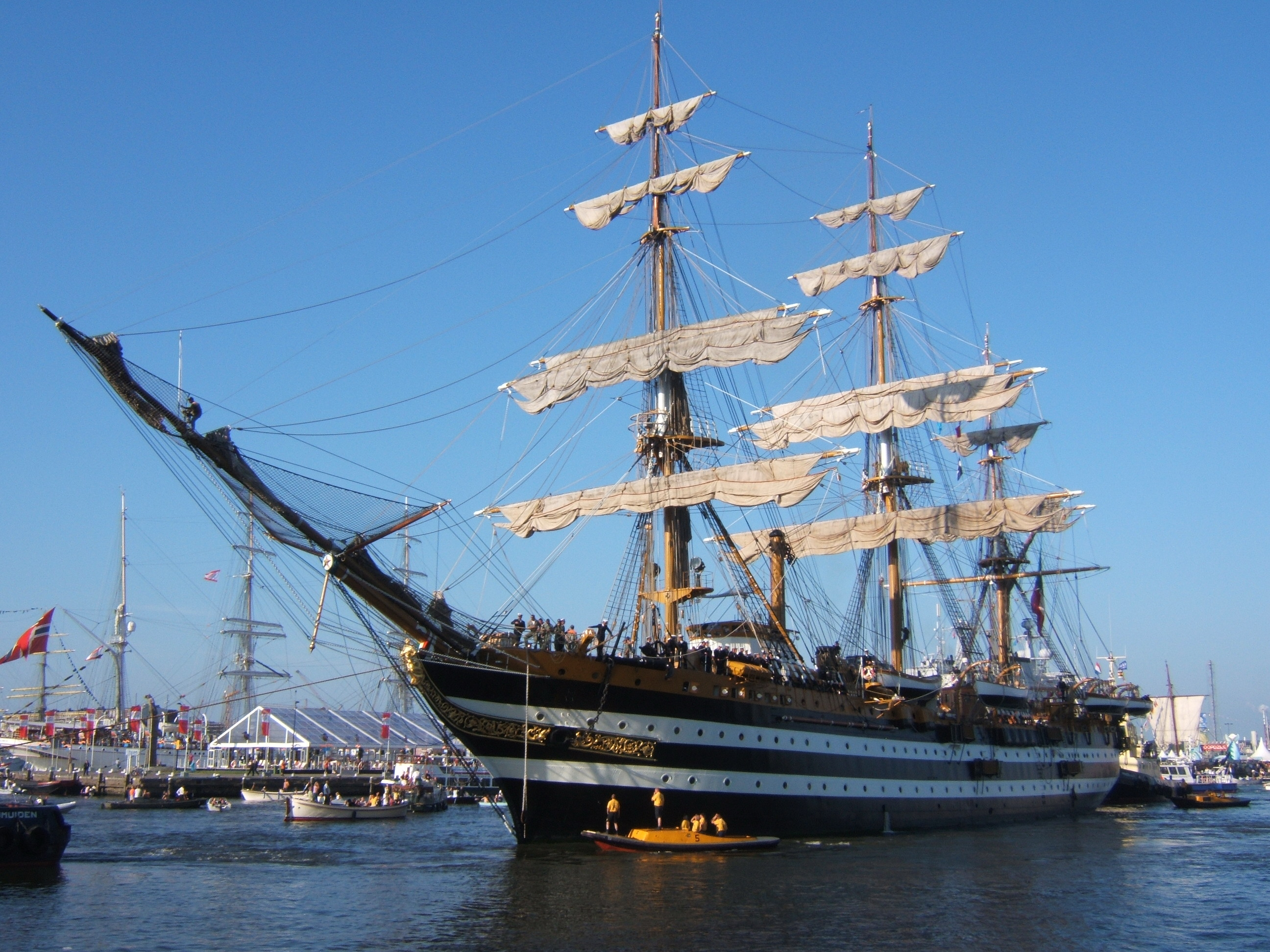
Die Amerigo Vespucci in Norwegen, 2005

Einen sehr guten Ruf genießt in Italien die Marineakademie in Livorno (Accademia Navale di Livorno). Dort werden alle angehenden Offiziere der Marine fünf Jahre lang ausgebildet („Master“). Spätere Ausbildungsstationen sind die Führungsakademie der Marine in Venedig und die Führungsakademie der Streitkräfte (CASD) in Rom. Angehende Schiffskommandanten werden auf einer besonderen Schule in Augusta ausgebildet. Wie die Deutsche Marine mit der Gorch Fock hat auch die italienische Marine mit dem Segelschulschiff Amerigo Vespucci eines der wenigen noch existierenden Großsegelschiffe.
Die Unteroffiziere der Marine werden auf Unteroffiziersschulen in La Maddalena (Sardinien) und in Tarent ausgebildet. Die Unteroffizierslaufbahn wurde in den 1990er Jahren in Italien grundlegend reformiert. Heute bilden die Mannschaften und die Unteroffiziere ohne Portepee eine Art gemeinsame Gruppe, während die Unteroffiziere mit Portepee eine separate Laufbahn sind, die mit dem deutschen „gehobenen Dienst“ verglichen werden kann. Junge Leute mit Hochschulreife können direkt in diese Laufbahn einsteigen, wobei in der zwei- beziehungsweise dreijährigen Ausbildung ein Hochschulstudium zu absolvieren ist („Bachelor“). Für bewährte Unteroffiziere ohne Portepee ist ein Aufstieg möglich, wobei in der kürzeren Fortbildung das Studium entfällt.
Für Mannschaften genügt ein Pflichtschulabschluss. Wegen der zunehmenden Attraktivität des Dienstes bei der Marine und der hohen Bewerberzahlen für die Offiziers- und die gehobene Unteroffizierslaufbahn gibt es auch zunehmend Mannschaften mit Abitur.
Die Marine verfügt in Venedig über ein eigenes Gymnasium, die Marineschule Francesco Morosini. Jugendliche können dort die gymnasiale Oberstufe absolvieren und Abitur machen. Der Schulbetrieb ist militärisch ausgerichtet und die Schüler haben den Status von Soldaten. Nach Abschluss der Schule können sie wieder ins Zivilleben zurückkehren oder eine militärische Laufbahn einschlagen.

## Geschichte

Flagge der Regia Marina mit dem Wappen des ehemaligen Königshauses Savoyen

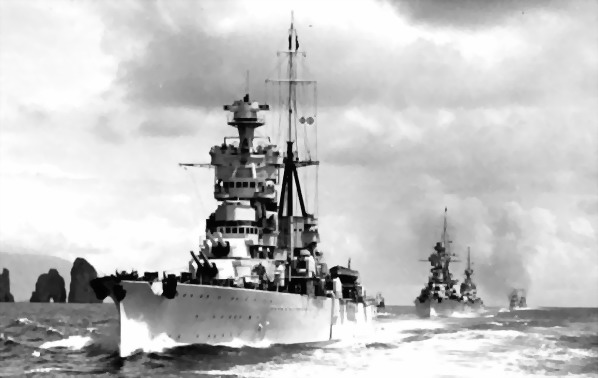
Der Kreuzer Trento der Regia Marina

Die italienische Marine entstand im Zug der Einigung Italiens (Risorgimento, 1861) im Wesentlichen durch die Fusion der Marinen der Königreiche Sardinien-Piemont und Neapel. Damals erhielt sie den Namen Regia Marina („Königliche Marine“). In den ersten Jahren ihres Bestehens litt sie an der uneinheitlichen Zusammensetzung und vor allem an den Rivalitäten der aus unterschiedlichen Schulen stammenden Offiziere. Aus diesem Grund verlor sie 1866 bei Lissa zwei Schiffe. Admiral Benedetto Brin führte in den 1870er Jahren erstmals eine systematische Flottenplanung ein und ordnete die Marine auch in anderen Bereichen neu.
In den beiden Weltkriegen taten sich zahlreiche Soldaten der italienischen Marine durch Einzelaktionen hervor, darunter Luigi Rizzo, Luigi Durand de la Penne und Carlo Fecia di Cossato.
Da Italien zu den Siegern im Ersten Weltkrieg gehörte, konnte es bis zum Zweiten Weltkrieg eine kampfstarke Flotte mit modernen Überwassereinheiten aufbauen. Im Zweiten Weltkrieg bedingten der zu spät eingeleitete (und nie abgeschlossene) Bau von Flugzeugträgern, die mangelnde Kooperation zwischen Marine und Luftwaffe, der Treibstoffmangel, das fehlende Radar und die Erfolge der Kryptologen im britischen Bletchley Park die Unterlegenheit der italienischen Flotte in weiten Teilen des Mittelmeers. Vor allem dank der Entzifferung des deutschen und italienischen Nachrichtenverkehrs konnte der Nachschub der Achsenmächte nach Nordafrika zum Teil auf systematische Weise versenkt werden, insbesondere nachts. Trotz der genannten Nachteile zeigten italienische Flottenverbände bei Punta Stilo, Kap Teulada oder im Golf von Syrte, dass sie es bei Tageslicht mit vergleichbaren alliierten Verbänden aufnehmen konnten. Nächtliche Einsätze konnten mangels einer Zielführung über Radar hingegen in Desastern wie bei Kap Matapan enden. Nach dem Waffenstillstand von Cassibile im September 1943 gelang es der Regierung Badoglio trotz der deutschen Besetzung (Fall Achse) den Großteil der Kriegsschiffe vertragsgemäß den Alliierten zu übergeben. Das Schlachtschiff Roma wurde bei der Fahrt nach Malta von der deutschen Luftwaffe versenkt. An der Seite der deutschen Wehrmacht blieben kleinere Marineverbände, darunter die Spezialeinheit Xª Flottiglia MAS, die unter Junio Valerio Borghese in der faschistischen Sozialrepublik bis 1945 eine Art Staat im Staat bildete.
1946 nahm die italienische Marine im Zug der Abschaffung der Monarchie den Namen Marina Militare („Kriegsmarine“) an. Nachdem 1950 die letzten alliierten Beschränkungen aufgehoben worden waren, setzte man auf eine kleine, aber technisch hochwertige Flotte. Auf dieser neuen Linie bewegten sich auch italienische Unternehmen wie Fincantieri, Oto Melara oder Selenia. Mitte der 1970er Jahre gab ein so genanntes „Flottengesetz“ der italienischen Marine Auftrieb. Die in den nachfolgenden Jahren geschaffene moderne und ausgewogene Flotte konnte bis heute auf einem modernen Stand gehalten werden, vor allem Dank entwicklungs- und stückkostenmindernder internationaler Kooperationen. Der Trend zu einer kleinen, aber technologisch hochwertigen (und sehr teuren) Flotte wird auch in Zukunft anhalten.

## Flagge und Wappen
Das Wappen der italienischen Marine zeigt unter einer römischen Schiffskrone die Embleme der alten mittelalterlichen Seerepubliken Venedig, Genua, Pisa und Amalfi (im Uhrzeigersinn). Auch die quadratische Gösch und die Marineflagge zeigen die Embleme der vier Städte. In der Nachfolge dieser ehemaligen Seemächte sieht sich die heutige italienische Marine.
Die Marineflagge führen auch die Boote der Küstenwache, der Carabinieri und der Guardia di Finanza. Auf der zivilen Handelsflagge ist die Krone über den vier Wappen nicht abgebildet und im Wappen der Republik Venedig hält der geflügelte Markuslöwe statt des Schwertes ein Buch. Diese Flagge führen die Handelsmarine und alle anderen privaten Seefahrzeuge Italiens. Für Seefahrzeuge ziviler Behörden gibt es seit 2003 eine Dienstflagge, auf der das Emblem der Italienischen Republik abgebildet ist.

Flagge der italienischen Marine (Marina Militare)
Handelsflagge (Marina Mercantile)
Dienstflagge für zivile Behördenboote